# Platylabus subpinguis
Platylabus subpinguis är en stekelart som först beskrevs av Cameron 1885.  Platylabus subpinguis ingår i släktet Platylabus och familjen brokparasitsteklar. Inga underarter finns listade i Catalogue of Life.